# Ehrenberg (Arizona)
Ehrenberg es un lugar designado por el censo ubicado en el condado de La Paz en el estado estadounidense de Arizona. En el Censo de 2010 tenía una población de 1470 habitantes y una densidad poblacional de 46,78 personas por km².

## Geografía
Ehrenberg se encuentra ubicado en las coordenadas 33°36′51″N 114°28′59″O / 33.61417, -114.48306. Según la Oficina del Censo de los Estados Unidos, Ehrenberg tiene una superficie total de 31.43 km², de la cual 30.87 km² corresponden a tierra firme y (1.78%) 0.56 km² es agua.

## Demografía
Según el censo de 2010, había 1.470 personas residiendo en Ehrenberg. La densidad de población era de 46,78 hab./km². De los 1.470 habitantes, Ehrenberg estaba compuesto por el 76.05% blancos, el 1.16% eran afroamericanos, el 1.29% eran amerindios, el 0.88% eran asiáticos, el 0% eran isleños del Pacífico, el 16.94% eran de otras razas y el 3.67% pertenecían a dos o más razas. Del total de la población el 32.45% eran hispanos o latinos de cualquier raza.